# Hubera decora
Hubera decora är en kirimojaväxtart som först beskrevs av Friedrich Ludwig Diels, och fick sitt nu gällande namn av Chaowasku. Hubera decora ingår i släktet Hubera och familjen kirimojaväxter. Inga underarter finns listade i Catalogue of Life.